# Însemnări din Deltă
Însemnări din Deltă este un film românesc din 1957 regizat de Mirel Ilieșiu.